# Estação Ferroviária de Bombel
A Estação Ferroviária de Bombel é uma interface encerrada da Linha do Alentejo, que servia a localidade de Bombel, no concelho de Vendas Novas, em Portugal.

## Descrição
Em Janeiro de 2011, contava com três vias de circulação, uma com 603 m de comprimento, e as restantes, com 524 m; as plataformas tinham todas 90 m de comprimento, e apresentavam 35 e 40 cm de altura.

## História
O primeiro lanço da Linha do Alentejo, entre Bombel e o Barreiro, foi inaugurado em 15 de Junho de 1857, pela Companhia Nacional de Caminhos de Ferro ao Sul do Tejo, sendo então denominado de Caminho de Ferro do Sul. Foi o ponto terminal da linha até 23 de Janeiro de 1861, data em que entrou ao serviço o tramo seguinte, até Vendas Novas.
Segundo um edital de 31 de Janeiro de 1955, a Companhia dos Caminhos de Ferro Portugueses pediu licença para explorar uma carreira rodoviária de passageiros entre a cidade de Évora e a estação do Barreiro, passando por Bombel.